# Pięciobój nowoczesny na Letnich Igrzyskach Olimpijskich 2020
Pięciobój nowoczesny na Letnich Igrzyskach Olimpijskich 2020 rozgrywany będzie w dniach 5 – 7 sierpnia 2021 roku w Musashino Forest Sports Plaza oraz w Ajinomoto Stadium w Chōfu.

## Konkurencje
Kobiety
- indywidualnie

Mężczyźni
- indywidualnie

W skład pięcioboju nowoczesnego wchodzą:
- szermierka szpadą
- pływanie (200 m stylem dowolnym)
- jazda konna (skoki przez przeszkody)
- bieg przełajowy (3 km) ze strzelaniem (pistolet)

## Kwalifikacje
| Mężczyźni                       | Mężczyźni | Mężczyźni         | Mężczyźni |
| Wydarzenie                      | Miejsce   | Liczba zawodników | Zakwalifikowani zawodnicy |
| ------------------------------- | --------- | ----------------- | --- |
| Finał Pucharu Świata 2019       | Tokio     | 1                 | Joe Choong |
| Mistrzostwa Azji i Oceanii 2019 | Kunming   | 5                 | Lee-Ji hun Luo Shuai Paweł Iljaszenko Shohei Iwamoto Alexander Sawkin                                                                                           |
| Mistrzostwa Azji i Oceanii 2019 | Kunming   | 1                 | Edward Fernon |
| Igrzyska panamerykańskie 2019   | Lima      | 2                 | Charles Fernandéz Lester Ders |
| Igrzyska panamerykańskie 2019   | Lima      | 2                 | Sergio Villamayor Esteban Bustos |
| Igrzyska panamerykańskie 2019   | Lima      | 1                 | Amro El-Geziry |
| Mistrzostwa Europy 2019         | Bath      | 8                 | Jamie Cooke Valentin Prades Martin Vlach Łukasz Gutkowski Bence Demeter Justinas Kinderis Alexander Lifanow Patrick Dogue                                       |
| Mistrzostwa Afryki 2019         | Kair      | 1                 | Sherif Nazerir |
| Mistrzostwa Świata 2019         | Budapeszt | 2                 | Valentin Belaud Jun Woong-tae |
| Mistrzostwa Świata 2021         | Kair      | 2                 | Ádám Marosi Ahmed El-Gendy |
| Ranking światowy                | –         | 9                 | Fabian Liebig Ilja Palazkow Pawło Tymoszczenko Jan Kuf Sebastian Stasiak Aleix Heredia Vives Zhang Linbin Paweł Svecovs Arthur Lanigan-O'Keeffe Alvaro Sandoval |
| Dzikie karty                    | –         | 2                 | Duilio Carrillo |
| Razem                           |           | 36                | |

| Kobiety                         | Kobiety   | Kobiety           | Kobiety |
| Wydarzenie                      | Miejsce   | Liczba zawodników | Zakwalifikowani zawodniczki |
| ------------------------------- | --------- | ----------------- | --- |
| Finał Pucharu Świata 2019       | Tokio     | 1                 | Laura Asadauskaitė |
| Mistrzostwa Azji i Oceanii 2019 | Kunming   | 5                 | Kim Se-hee Natsumi Tomonaga Alise Fakhrutdinowa Zhang Mingyu Jelena Potapenko                                                    |
| Mistrzostwa Azji i Oceanii 2019 | Kunming   | 1                 | Rebecca Jamieson Marina Carrier                                                                                                  |
| Igrzyska panamerykańskie 2019   | Lima      | 2                 | Mariana Arceo Samantha Achterberg                                                                                                |
| Igrzyska panamerykańskie 2019   | Lima      | 2                 | Maria Ieda Guimarães Marcela Cuaspud                                                                                             |
| Igrzyska panamerykańskie 2019   | Lima      | 1                 | Leydi Moya |
| Mistrzostwa Europy 2019         | Bath      | 8                 | Kate French Iryna Prasiantsowa* Annika Schleu Natalya Coyle Gintarė Venčkauskaitė Marie Oteiza Adelina Ibatullina Sarolta Kovács |
| Mistrzostwa Afryki 2019         | Kair      | 1                 | Haydy Morsy |
| Mistrzostwa Świata 2019         | Budapeszt | 2                 | Volha Silkina* Elena Micheli |
| Mistrzostwa Świata 2021         | Kair      | 3                 | Anastasija Prakapienka* Élodie Clouvel Michelle Gulyás                                                                           |
| Ranking światowy                | –         | 8                 | Joanna Muir Mayan Oliver Gulnaz Gubajdullina Janine Kohlmann Anna Maliszewska İlke Özyüksel Rena Shimazu Kim Sun-woo             |
| Dzikie karty                    | –         | 2                 | |
| Razem                           |           | 36                | |

- - Białoruś musiała wybrać dwie zawodniczki

## Medaliści
| Konkurencja | Złoto       | Srebro             | Brąz           |
| Kobiety     | Kate French | Laura Asadauskaitė | Sarolta Kovács |
| Mężczyźni   | Joe Choong  | Ahmed El-Gendy     | Jun Woong-tae  |

## Tabela medalowa
| Miejsce | Państwo          | Złoto | Srebro | Brąz | Razem |
| ------- | ---------------- | ----- | ------ | ---- | ----- |
| 1       | Wielka Brytania  | 2     | 0      | 0    | 2     |
| 2       | Egipt            | 0     | 1      | 0    | 1     |
| 2       | Litwa            | 0     | 1      | 0    | 1     |
| 4       | Korea Południowa | 0     | 0      | 1    | 1     |
| 4       | Węgry            | 0     | 0      | 1    | 1     |
| Ogółem  | Ogółem           | 2     | 2      | 2    | 6     |